# IBM 1442

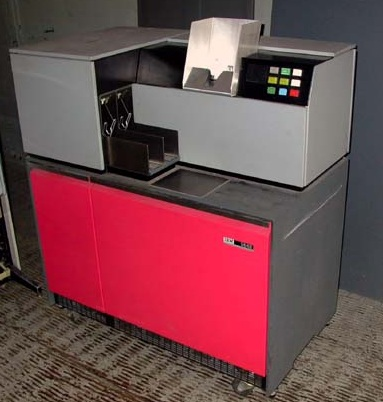
IBM 1442

IBM 1442 カード読み取り・穿孔装置（-よみとり・さんこうそうち、英語: IBM 1442 Card Read-Punch）は、IBMカードリーダーとIBMパンチカードを組み合わせたものである。
IBMの80欄カードを読み書きし、IBM 1440、IBM 1130、IBM 1800及びSystem/360で使用された。また、System/3のオプションでもある。
IBM 1442はIBM 1402と異なり、カードはフォトレジスタを用いて読み取られ、1分間に最大400枚のカードを読み取ることができ、読み取り不可の「IBMドイリー」（IBM Doilies）を作成することやプログラムによりカードの出力先を2つに分けることが可能である。

## モデル
- IBM 1442 モデル1 - 毎分80枚のカードを読み取り、欄数に応じて毎分50 - 270枚のカードを穿孔する。標準は1スタッカで秒はオプション。
- IBM 1442 モデル2 - 毎分400枚のカードを読み取り、欄数に応じて毎分91 - 360枚のカードを穿孔する。標準は2ステッカ。
- IBM 1442 モデル3 - IBM 1440またはIBM 7010に付属し、毎分400枚のカードを読み取るが、穿孔スピードの指定は無い。標準は1ステッカ。
- IBM 1442 モデル4 - 毎分400枚のカードを読み取るが、穿孔は無い。
- IBM 1442 モデル5 - IBM 2922に付属し、穿孔のみ可能で毎分最大91枚のカードを穿孔する[1]。
- IBM 1442 モデル6 - System/3またはIBM 1130に付属し、毎分300枚のカードを読み取り、毎秒80欄の穴を穿孔する[2]。
- IBM 1442 モデル7 - System/3またはIBM 1130に付属し、毎分400枚のカードを読み取り、毎秒180欄の穴を穿孔する。